# 愛丁堡大學圖書館
愛丁堡大學圖書館（英語：Edinburgh University Library）是位於蘇格蘭愛丁堡的一座圖書館，也是蘇格蘭最重要的圖書館之一。圖書館由愛丁堡大學所有，歷史可以追溯至16世紀。現在的愛丁堡大學圖書館位於喬治廣場，在1967年搬入現址。

## 外部連結
- The University of Edinburgh: Library essentials （页面存档备份，存于）

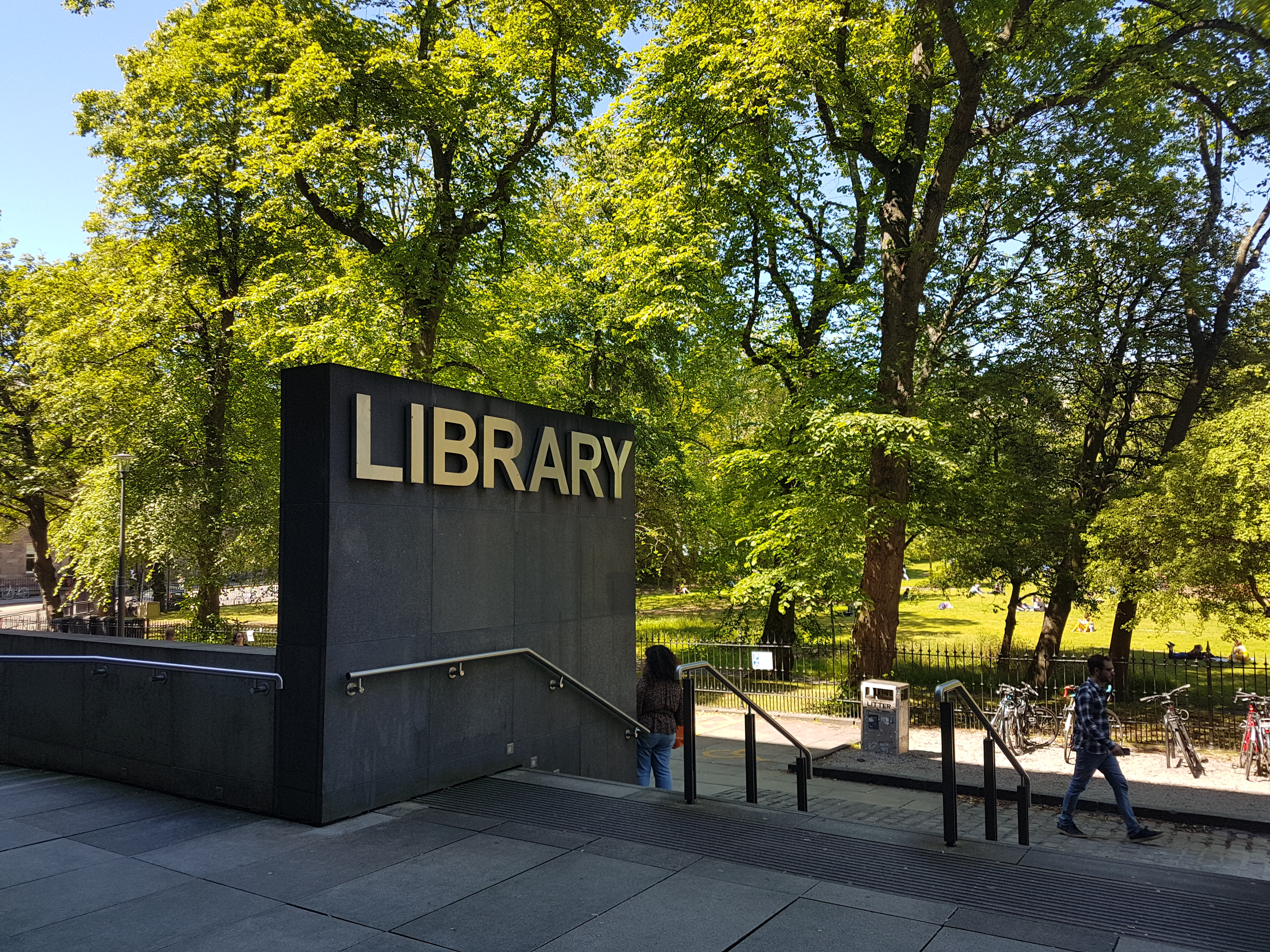
愛丁堡大學圖書館主樓入口

- Edinburgh University Library Online （页面存档备份，存于）
- The University of Edinburgh Collections （页面存档备份，存于）
- Fabian-Handbuch: Edinburgh University Library
- The Walter Scott Digital Archive （页面存档备份，存于） at the Edinburgh University Library
- Edinburgh University Library Catalogue

55°56′59″N 3°11′43″W / 55.9498°N 3.1952°W